# Ivan, rimski car
Ivan (lat. Iohannes Augustus, Ivan August), (? - ?, 425.), je bio car Zapadnog Rimskog Carstva od 423. do 425. Ivan je prekinuo vladanje Teodozijeve dinastije na dvije godine kao uzrupator i nikad ga nije priznao istočnorimski car Teodozije II.
Nakon smrti cara Honorije, Teodozije II. je oklijevao s proglašenjem ujakove smrti, te je u vrijeme interregnuma, Flavije Kastin proglasio Ivana tada primiceriusa, novim carem.
Vojska Istočnog Rimskog Carstva pod vodstvom Magister militum Aspara pobijedila je Ivanovu vojsku, koji je uporno čekao pomoć Huna pod vodstvom Aecija. Nakon zarobljavanja je osuđen i smaknut, a na njegovo mjesto je postavljen Valentinijan III. kao car Zapadnog Rimskog Carstva.

### Ostali projekti
|  | Zajednički poslužitelj ima još gradiva o temi Ivan, rimski car |

| Prethodnik: | Rimski carevi (423. – 425.) | Nasljednik:       |
| Honorije    | Rimski carevi (423. – 425.) | Valentinijan III. |